# Intensive Psychodynamische Kurzzeittherapie nach Davanloo
Die Intensive Psychodynamische Kurzzeittherapie nach Davanloo (Intensive Short-Term Dynamic Psychotherapy, IS-TDP) ist ein psychodynamisches Kurzzeit-Psychotherapieverfahren, das von dem iranischen Psychiater und Psychoanalytiker Habib Davanloo (McGill University Montreal) 1960–1990 entwickelt wurde. Für Patienten, die vor dem vierten Lebensjahr traumatisiert wurden und in deren Familien generationenübergreifend krankmachende Beziehungsmuster weitergegeben werden,  hat Davanloo in den letzten 20 Jahren sein Verfahren erweitert. Er nennt dieses vertiefte Verfahren „Mobilization of the Unconscious and IS-TDP“.
Ziel der IS-TDP ist es, dem Patienten zu helfen, zu den unbewussten Wurzeln seiner Probleme vorzudringen, die nach Davanloos Ansicht verdrängt wurden, weil sie zu erschreckend oder zu schmerzlich waren. Er bezeichnet seine Technik als intensiv, weil sie die verdrängten Gefühle zu einem höchstmöglichen Grad erleben lassen soll; als kurz, weil sie dieses Erleben so schnell als möglich erreichen will; und als psychodynamisch, weil sie mit unbewussten Kräften und Übertragungsgefühlen arbeitet.
Symptome können Ängste und Depressionen sein, aber auch körperliche Beschwerden ohne medizinisch identifizierbare Ursache wie zum Beispiel Kopfschmerzen, Atemnot, Durchfälle oder plötzliche Schwächeanfälle. Solche Symptome sollen der IS-TDP zufolge in bedrückenden Situationen auftreten, in denen schmerzliche oder verbotene Gefühle getriggert werden, ohne dass diese bewusst wahrgenommen werden. In der Psychiatrie werden diese Phänomene als „somatoforme Störungen“ klassifiziert (DSM-IV). DSM-IV-TR.
Davanloo nahm therapeutische Sitzungen auf Film auf, um festzustellen, welche Interventionen am besten geeignet waren, den Widerstand zu überwinden, der dazu diente, schmerzliche oder erschreckende Gefühle außerhalb der Wahrnehmung zu halten und zwischenmenschliche Nähe zu verhindern. Die audiovisuelle Aufzeichnung aller Therapiesitzungen gehört zur IS-TDP. Die Aufnahmen dienen der Selbstüberprüfung des Therapeuten und der Supervision sowie für Lehre und Forschung.

## Geschichte und Grundlagen
1895 veröffentlichten Josef Breuer und Sigmund Freud ihre Studien über Hysterie. Breuer konnte manche körperliche Symptome erleichtern, indem er die Patienten ermutigte, über emotional schwierige Aspekte in ihrem Leben zu sprechen. Diese Kur wurde als Katharsis bekannt und das Erleben von vorher verbotenen oder schmerzlichen Gefühlen wurde als Abreagieren bezeichnet. Freud probierte verschiedene Techniken aus, um den Verdrängungswiderstand zu überwinden.  Er wechselte von Hypnose zu freier Assoziation, Widerstandsdeutung, und Traumdeutung.  Mit jedem Schritt dauerten die Therapien länger.

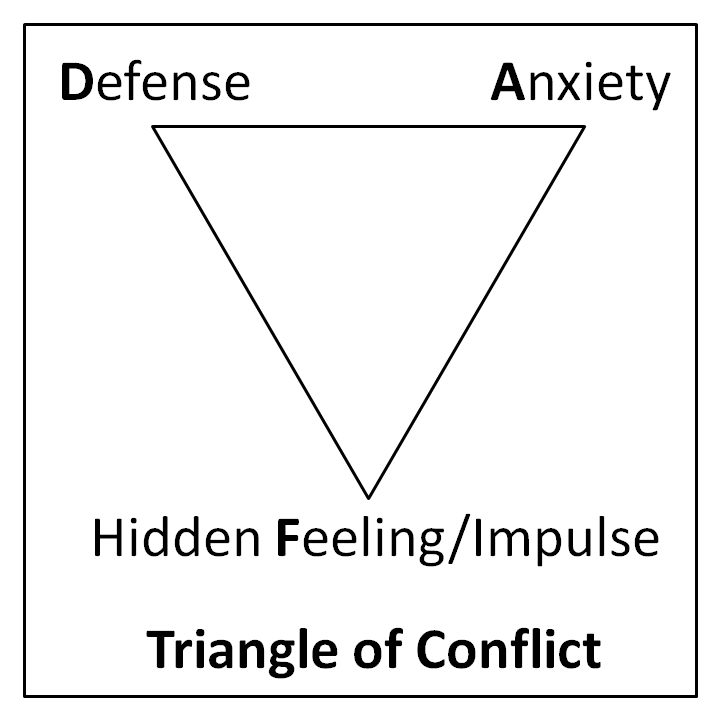
Konfliktdreieck

Von den 1930er bis zu den 1950er Jahren versuchten zahlreiche Analytiker, die Therapiedauer zu verkürzen, darunter Sándor Ferenczi, Franz Alexander, Peter Sifneos, David Malan und Habib Davanloo. Doch die auf die Therapie gut ansprechbaren Patienten repräsentierten weiter nur eine kleine Minderheit; die große Mehrheit der Patienten war auch durch die neu entwickelten Techniken nicht erreichbar. Die Überwindung der Widerstände stellte das Kernproblem dar. Malan beschrieb ein Widerstandsmodell, das als Konfliktdreieck ursprünglich von Ezriel vorgestellt worden war.  Am unteren Ende des Dreiecks finden sich die impulsbeladenen unbewussten Gefühle des Patienten. Davanloo ergänzte, dass dies die kindlich-archaischen Gefühle des Patienten seien. Wenn diese Gefühle ins Bewusstsein durchzubrechen drohen, dann triggern sie Angstgefühle und Abwehrmechanismen.

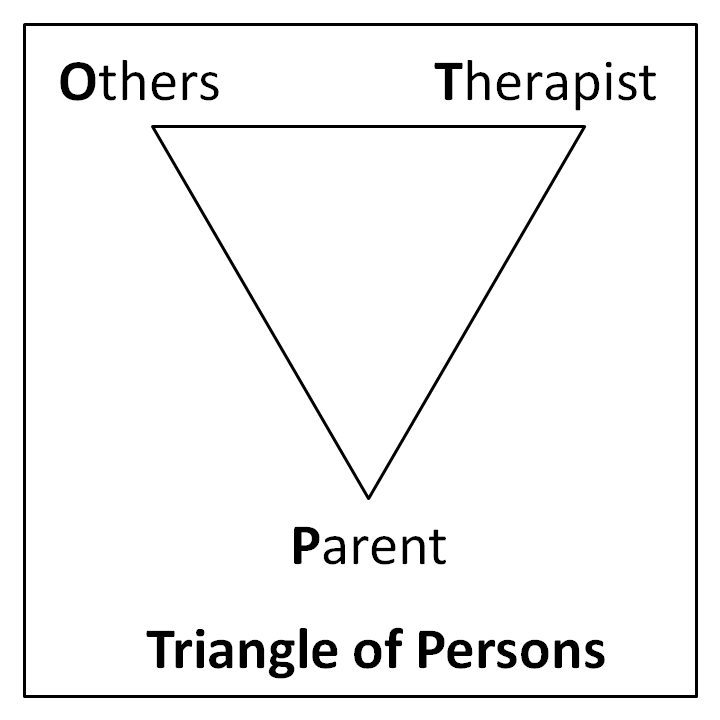
Personendreieck

Malans zweites Dreieck, das Personendreieck (ursprünglich von Menninger vorgeschlagen), besagt, dass Gefühle, die in der Vergangenheit entstanden sind, in gegenwärtigen Beziehungen ausgelöst werden können – auch in der Beziehung zum Therapeuten. Empirische Unterstützung kam aus Bowlbys Bindungstheorie. Der britische Psychiater und Psychoanalytiker John Bowlby erforschte die Auswirkungen nachteiliger Erfahrungen mit den primären Bezugspersonen während der frühen Lebensphase. Er benannte angeborene Verhaltensweisen (z. B. Schreien), die die körperliche Nähe zur Mutter zum Ziel haben. Eine Bindungsunterbrechung könne ein lang anhaltendes Trauma sowie psychiatrische Störungen, Beziehungsstörungen und eine verminderte Lebensfreude bewirken. Bowlby fand hohe Korrelationen zwischen schädigenden frühen Lebensumständen und zahlreichen Störungsbildern, einschließlich anhaltenden Depressionen, Angsterkrankungen oder Delinquenz im Erwachsenenleben.
In den 1960er Jahren arbeitete Davanloo mit Patienten, die unter Symptomneurosen und Charakterstörungen litten und die durch den Verlust von frühen Bezugspersonen oder durch Gewalterlebnisse traumatisiert waren. Er fand den Anstieg komplexer Übertragungsgefühle des Patienten auf den Therapeuten durch Anzeichen unbewusster Angst signalisiert (zum Beispiel durch Muskelanspannungen). In einer konstruktiven Arbeitsatmosphäre konnten dann verdrängte Gefühle bewusst werden. Das erste zutage tretende Gefühl konnte intensive Trauer sein oder archaische Wut auf den Therapeuten. Die Patienten lernten, diese Wutimpulse körperlich zu erleben und die dazugehörigen Gewaltvorstellungen zuzulassen.
Die Wut des Patienten ist eine Folge von Verletzungen in der Vergangenheit und eine Folge missglückter Versuche des Kindes, Nähe zu einer seiner Bezugspersonen herzustellen: Schmerz erzeugt Wut. Der Therapeut wartet, dass der Patient diese Verbindung herstellt – dass das unbewusste Arbeitsbündnis die Führung übernimmt. In der IS-TDP ist kein Raum für Deutungen des Therapeuten; der Patient stellt den Zusammenhang zu seiner Biographie selbst her.
Schuldgefühle entstehen, weil die frühen Rachewünsche einmal einer geliebten Bezugsperson gegolten haben. Unbewusste Schuldgefühle erzeugen Davanloo zufolge Symptome, Charakterprobleme und Selbstsabotage, ein ebenfalls unbewusstes Bedürfnis nach Selbstbestrafung, ein Bedürfnis nach Leiden und Einsamkeit. Die unbewussten Schuldgefühle werden in der therapeutischen Sitzung ebenfalls körperlich erlebt. Wenn die Patienten sich dann an die ursprünglich verletzende Situation erinnern, treten Schmerz und die Trauer in den Vordergrund.
Davanloo meinte, dass die unbewussten Gefühle, die in der therapeutischen Arbeit ins Bewusstsein treten, immer auf den dazugehörigen neurophysiologischen Bahnen ablaufen und so für den Patienten erlebbar und für den Therapeuten sichtbar werden.

## Interventionen
Davanloo gliederte den Arbeitsprozess zwischen Patient und Therapeut in Phasen, vom Erfassen der Probleme über die Arbeit an den Abwehrmechanismen und dem Durchbruch ins Unbewusste bis zur gemeinsamen Analyse des Stundenablaufs. Zur Überwindung der Abwehrmechanismen verdichtete er seine Technik zu drei Interventionsformen: Druck (pressure), Herausforderung (challenge) und head-on collision (HOC). Die head-on collision kann als „Frontalzusammenstoß mit dem Widerstand“ aufgefasst werden; sie ist die stärkste Form der Herausforderung. Die Interventionen werden individuell angepasst, um einen für den Patienten angenehmen Arbeitsprozess zu erreichen. Klassische psychoanalytische Techniken wie freie Assoziation auf Seiten des Patienten oder Deutung auf Seiten des Therapeuten haben keinen Platz in der IS-TDP. Ebenso wenig wird eine Übertragungsneurose zugelassen.

### Druck
Das Hauptziel von Druck ist die Mobilisierung des Unbewussten. Druck ist ein Hauptelement in der IS-TDP und kann viele verschiedene Formen annehmen. Beispielsweise fragt der Therapeut bei einer verallgemeinernden Schilderung nach einem spezifischen Beispiel, nach einer Szene, nach Details, oder er formuliert eine prägnante Zusammenfassung. Der Therapeut kann auch nach den Gefühlen des Patienten fragen, sobald sich eine zwischenmenschliche Spannung aufbaut. Es kann auch Druck auf den Willen des Patienten ausgeübt werden: „Sie entscheiden, ob Sie Ihre Abwehrmechanismen aufgeben wollen oder nicht –  es ist ja Ihr Leben, um das es hier geht.“ Der Aufbau von Druck beginnt im Erstgespräch schon mit dem ersten einleitenden Satz des Therapeuten: „Was scheint das Problem zu sein, für das Sie Hilfe suchen?“
Patienten mit geringem Widerstand reagieren sehr positiv. Bei Patienten mit mehr Widerstand führt Druck zu einem Anstieg von unbewusster Angst – und damit zu einer Intensivierung des Widerstands. Das erfordert weitere Interventionsformen.

### Herausforderung
Eine Herausforderung der Abwehrmechanismen ist in vielfältiger Weise möglich: Die Abwehr direkt anzusprechen, ihren scheinbaren Nutzen infrage zu stellen – der Sinn dieser Interventionen besteht darin, dem Patienten seine Abwehrmechanismen sichtbar zu machen.
„Könnte dieses Lächeln eine Art und Weise sein, wie Sie Ihre Gefühle zu überspielen suchen?“ „Ich weiß, dass Sie das nicht absichtlich und bewusst machen, aber das löst Ihr Problem nicht.“ Herausforderung heißt, dem Patienten mit der höchsten Wertschätzung zu begegnen, aber den Abwehrmechanismen respektlos entgegenzutreten.
Eine Herausforderung kann erst dann angewendet werden, wenn sich die Abwehrmechanismen des Patienten formiert haben. Sie muss feinfühlig und präzise erfolgen.

### Head-on Collision
In der Head-on Collision unterscheidet sich die IS-TDP völlig von der klassischen Analyse und den meisten anderen Therapiemethoden. Während andere Therapeuten die Patienten zunächst im Widerstand gewähren lassen, werden hier von Anfang an die Zerstörungskraft des Widerstands und dessen Konsequenzen aufgezeigt. Gleichzeitig werden sehr deutlich und direkt der Wille des Patienten, seine Ressourcen und seine Autonomie herausgefordert. Die Head-on Collision setzt sich aus einem ganzen Bündel Interventionen zusammen, die sich nicht nur auf einen Abwehrmechanismus beziehen, sondern auf das Abwehrsystem im Ganzen abzielen.
Hier ein schematisches Beispiel für eine Head-on Collision mit dem Widerstand gegen Nähe, wie sie häufig zu Beginn einer Therapie angewandt wird:

„Offensichtlich haben Sie schwerwiegende Probleme.
Ich gehe davon aus, dass Sie aus freiem Willen zur Therapie gekommen sind. Ist das richtig?
Unsere gemeinsame Aufgabe ist es, zum Kern und zum Motor Ihrer Probleme vorzudringen, die von zerstörerischen Kräften aus Ihrer Vergangenheit herrühren. Dahin möchten wir zusammen kommen, mit Ihrer und mit meiner Hilfe.
Aber wenn Sie sich das zerstörerische Verhaltensmuster hier anschauen, das Sie gerade mir gegenüber entfalten, wie Sie mich auf Abstand halten, mir nicht erlauben, Ihnen wirklich nahezukommen – was passiert dann bis zum Ende dieser Stunde? Es wird mir nicht möglich sein, Sie wirklich zu verstehen. Und ich werde Ihnen keine Hilfe sein können.
Und ich vermute, ich bin nicht der einzige Mensch, den Sie so auf Distanz halten. Prüfen Sie das mal, Sie kennen Ihr Leben viel besser als ich.
Solange Sie diese unsichtbare Wand aufrechterhalten, solange Sie an diesem Bedürfnis festhalten, mir nicht zu erlauben, Ihnen wirklich nahezukommen – solange droht dieser Prozess hier zu scheitern.
Und warum sollten Sie das zulassen?
Lassen Sie uns sehen, was wir beide, und was Sie jetzt hier gegen diese Wand unternehmen!“

In drastischen Worten macht die Head-on Collision die Konsequenzen eines Scheiterns für den Patienten klar – und macht ihm gleichzeitig Mut, dass auch ein Gelingen in Reichweite ist.

## Wirksamkeitsnachweise
Davanloos Forschungsergebnisse wurden in den Anfängen als Einzelfallstudien mit ungefähr 200 Patienten, veröffentlicht. Er hat seine Fälle in einer Videosammlung archiviert, die er für Lehrveranstaltungen nutzt. Davanloo hält die Wirksamkeit für die IS-TDP bei Symptomneurosen, bei somatoformen Störungen und bei Persönlichkeitsstörungen für nachgewiesen.
Es gibt bisher 19 publizierte Studien über die Wirksamkeit der IS-TDP, davon sieben randomisiert-kontrolliert, zehn Fallstudien und zwei nicht randomisiert:
- Personality Disorders[25][26][27][28][29]
- Treatment resistant and complex depression[30][31][32][33][34]
- Panic Disorder[35]
- Headache[36][37]
- Functional Movement Disorders[38]
- Medically Unexplained Symptoms (Somatization)[39][40][41]
- Clinical and cost effectiveness in a private practice setting[42]

Es steht außerdem eine Cochrane systematic review zur Verfügung, die die Wirksamkeit von Kurzzeittherapien für psychische Erkrankungen überprüft. Der Neurowissenschaftler und Nobelpreisgewinner Eric Kandel sagt über Davanloos Technik und deren Wirksamkeit, dass sie bei psychischen Störungen Erleichterung schaffe.